# Carolyn Wood
Carolyn Wood (Portland, Estados Unidos, 18 de diciembre de 1945) es una nadadora estadounidense retirada especializada en pruebas de estilo libre, donde consiguió ser campeona olímpica en 1960 en los 4 x 100 metros.

## Carrera deportiva
En los Juegos Olímpicos de Roma 1960 ganó la medalla de oro en los relevos de 4 x 100 metros estilo libre, con un tiempo 4:08.9 segundos que fue récord del mundo, por delante de Australia (plata) y Alemania (bronce); sus compañeras de equipo fueron las nadadoras: Joan Spillane, Shirley Stobs y Chris von Saltza.